# 扎加雷
扎加雷是立陶宛的城市，位於該國北部，毗鄰與拉脫維亞接壤的邊境，由希奧利艾縣負責管轄，始建於12世紀，海拔高度65米，面積5平方公里，2010年人口2,065。

## 外部連結
- Website about the city（页面存档备份，存于）
- Entry in JewishGen Database（页面存档备份，存于）